# Speech Transmission Index
Der Sprachübertragungsindex, kurz STI (von englisch Speech Transmission Index), ist ein Maß für die Qualität, in der eine Übertragungsstrecke Sprache vom Sprecher zum Zuhörer überträgt. Als Übertragungsstrecke wird dabei eine akustische oder elektro-akustische Sprachsignal-Übertragung verstanden. Die Maßzahl STI beschreibt die zu erwartende Sprachverständlichkeit beim Zuhörer.

## Einflussfaktoren
Der Sprachübertragungsindex ist abhängig von
- der Lautstärke des Sprachsignals beim Zuhörer
- dem Hintergrundgeräusch bei Sprecher und Zuhörer
- Echos (Reflexionen mit Verzögerungen > 100 ms)
- der Nachhallzeit des Zuhörer-Raumes
- psychoakustischen Verdeckungseffekten
- den Verzerrungen und dem Frequenzgang der Übertragungsstrecke
- der Qualität und Richtcharakteristik der Schallquelle.

## Anwendungen
Typische Anwendungen sind Messungen der Sprachverständlichkeit bei
- Räumen ohne elektro-akustische Anlage
- Beschallungs- und Evakuierungsanlagen
- der Telekommunikation

## Skala

STI-CIS-Skala

Der Sprachübertragungsindex gibt die Übertragungsqualität als numerischen Wert im Bereich von 0 (= unverständlich) bis 1 (= ausgezeichnet) an.
Die typischen Mindestanforderungen an Beschallungs- und Evakuierungsanlagen sind: ≥0,45 STI oder ≥0,5 STI.
Außer dem STI gibt es auch noch die CIS-Skala (Common Intelligibility Scale nach Barnett 1995, 1999), die in folgender Relation zum STI steht:
{\displaystyle \mathrm {CIS} =1+log_{10}(\mathrm {STI} )}

## STIPA
STIPA (Speech Transmission Index for Public Address Systems) ist eine vereinfachte schnelle Messmethode des Sprachverständlichkeit einer Übertragungsstrecke, die elektro-akustische und akustische Effekte berücksichtigt. Eine typische STI-PA-Anwendung ist die Messung der Sprachverständlichkeit bei Beschallungs- und Evakuierungsanlagen. Dabei wird verifiziert, ob Notfalldurchsagen im Ernstfall für die anwesenden Personen verständlich sind.
Sprache kann beschrieben werden als Rauschen im Frequenzbereich 125 Hz – 10 kHz, mit einer Amplitudenmodulation durch tieffrequente Sinussignale (0,63 Hz – 12,5 Hz). Ein solches sprach-ähnliches Signal wird als STIPA-Testsignal verwendet, um den menschlichen Sprecher zu simulieren. Das Messgerät misst die Modulation des empfangenen Signals und vergleicht diese mit dem originalen Testsignal in den Oktavbändern 125 Hz – 10 kHz. Dabei wird aus einem Verlust der Modulationstiefe auf eine reduzierte Sprachverständlichkeit geschlossen.

### Geschichte
Anfangs wurde die Sprachverständlichkeit STIPA aus 12 individuellen Kombinationen von Oktavband und Modulationsfrequenz ermittelt, die die Sprache so weit wie möglich abdeckten. Dabei wurden die Messungen der tief-frequenten Sprachanteile (Frequenzbänder 125 Hz und 250 Hz) zur Vereinfachung zusammengefasst.
2003 entwickelte NTi Audio die erweiterte STIPA-Messung mit individueller Abdeckung aller Modulationsfrequenzen der Sprache. Diese Entwicklung verbesserte die Korrelation der subjektiven Sprachverständlichkeit mit dem STI-Messwert und wurde standardisiert in der IEC-Norm 60268-16, Ausgabe 2011.